# Montemignaio
Montemignaio település Olaszországban, Toszkána régióban, Arezzo megyében. Lakosainak száma 517 fő (2023. január 1.). Montemignaio Pelago, Reggello, Rufina, Pratovecchio Stia és Castel San Niccolò községekkel határos.

## Népesség
A település lakossága az elmúlt években az alábbi módon változott:
| Lakosok száma | 558  | 547  | 517  |
|               | 2017 | 2018 | 2023 |